# Liquid (dancegroep)
Liquid was een Britse danceact die in de vroege jaren negentig enkele ravehits produceerde en bestond uit  Eamon Downes en Shane Heneghan. De groep is vooral bekend om de hit Sweet Harmony (1992), die tot tweemaal toe de Britse top 20 bereikte. Liquid viel in 2000 uiteen. Eamon Downes blaast er in 2017 nieuw leven in om er een grote hoeveelheid muziek mee uit te brengen.

## Geschiedenis
Liquid wordt in 1991 opgericht door Eamon Downes en Shane Heneghan. Ze kennen elkaar uit een platenzaak waar Eamon werkt en Shane klant is. Het duo maakt de Liquid EP, waarvan een kleine oplage wordt gemaakt. Hiermee weten ze de aandacht te trekken van XL Recordings. Hier verschijnt in 1992 de plaat Sweet Harmony, die een protest vormt tegen het steeds hardere ravegeluid dat opkomt. De plaat is gebaseerd op een sample van de houseklassieker Someday (1987) van Ce Ce Rogers, die door Marshall Jefferson werd geproduceerd. De opname heeft naar verluidt slecht zestig pond gekost. De plaat weet de Britse top 20 te bereiken. Niet lang na het succes vertrekt Heneghan alweer en wordt Liquid een soloact van Downses. Na opvolger Time To Get Up (1993) wordt een album opgenomen. In 1995 verschijnt Culture, dat naast de vertrouwde rave ook invloeden uit de trance toegevoegd. Op het album staan ook remixen van Way Out West en Red Jerry. Van Sweet Harmony wordt dan een nieuwe versie gemaakt. Ook deze bereikt de top 20. Downs zet Liquid voort. In 1998 probeert hij het met de houseplaat Strong en in 1999 met de tranceplaat Orlando Dawn, waarvoor de hulp van de The Space Brothers wordt ingeschakeld. Beide platen zijn bescheiden hitjes. In 2000 verdwijnt Liquid geruisloos. Wel wordt Sweet Harmony in 2010 opnieuw een hit door een remix van Danny Byrd.
Downes is daarna vooral actief als dj en liveact. Als producer is hij met tussenpozen actief. In 2011 maakt hij als Dub Hooligan de reggaeplaat Mek Dem Gwan. Ook vormt hij met Marc Archer (Altern-8) de groep Liquid-8. Hiermee maken ze de klassiek klinkende ravesingles The One (2011) en Colourblind (2012). In 2017 blaast Eamon Downes echter nieuw leven in het project. Hij produceert in de periode die volgt de albums Energy Flow (2017) en Space Monkey (2019). Eind 2021 verschijnt het album Lethal, waarop bijdrages van Rachel Wallace en Earl Sixteen te vinden zijn.
In juli 2025 is hij overleden.

## Discografie
- Culture (1995)
- Energy Flow (2017)
- Space Monkey (2019)
- Lethal (2021)